# Georges Marquet
Georges Marquet (Jemeppe-sur-Meuse, 18 de septiembre de 1866 - Niza, 27 de marzo de 1947) fue un hostelero belga propietario de numerosos hoteles de lujo en Europa y primer presidente de la asociación Les Grands Hotels Européens.
Con la adquisición de los hoteles más lujosos del Madrid de la época, el Ritz y el Palace, se convirtió en uno de los hoteleros más importantes de la capital. Su hijo acabó viviendo en Madrid, haciéndose cargo de ambos hoteles hasta el periodo de posguerra civil española.